# Sextilis
Der Sextilis (lateinisch sextus = „der sechste“) war zunächst der sechste Monat des altrömischen Kalenders und hatte eine Länge von 29 Tagen. Er ist der Vorläufer des julianischen Monats Augustus und damit auch des heutigen Augusts. Sextilis entspricht dem etruskischen Monat Ermius. Mit der im Jahr 153 v. Chr. vorgenommenen Verlegung des Jahresbeginns des Amtsjahres auf den 1. Januar, verkörperte Sextilis danach den achten Monat des Jahres.
Mit der Kalenderreform des Gaius Iulius Caesar erfolgte im Jahr 45 v. Chr. die Umstellung vom römischen gebundenen Mondkalender auf den julianischen Sonnenkalender. Es kam zum Einschub von zwei Ergänzungstagen und damit zur Erweiterung des Sextilis auf 31 Tage. Die spätere Umbenennung in den Monatsnamen Augustus wurde im Jahre 8 v. Chr. auf Senatsbeschluss unter anderem deswegen vorgenommen, weil Augustus in diesem Monat sein erstes Konsulat angetreten hatte.

## Tage des Sextilis
| Tagescharaktere und Daten des Monats | Tagescharaktere und Daten des Monats | Tagescharaktere und Daten des Monats | Tagescharaktere und Daten des Monats | Tagescharaktere und Daten des Monats |
| Tag                                  | Römische Bezeichnung                 | Nundinae                             | Tagescharakter                       | Festveranstaltungen                  |
| ------------------------------------ | ------------------------------------ | ------------------------------------ | ------------------------------------ | ------------------------------------ |
| 1                                    | K                                    | A                                    | F                                    | „SPEI VICTOR II“                     |
| 2                                    | IV (ante diem NON)                   | B                                    | F                                    |                                      |
| 3                                    | III                                  | C                                    | C                                    |                                      |
| 4                                    | PR (pridie NON)                      | D                                    | C                                    |                                      |
| 5                                    | NON                                  | E                                    | F                                    | „SALVTI“                             |
| 6                                    | VIII (ante diem EID)                 | F                                    | F                                    |                                      |
| 7                                    | VII                                  | G                                    | C                                    |                                      |
| 8                                    | VI                                   | H                                    | C                                    |                                      |
| 9                                    | V                                    | A                                    | C                                    |                                      |
| 10                                   | IV                                   | B                                    | C                                    |                                      |
| 11                                   | III                                  | C                                    | C                                    |                                      |
| 12                                   | PR (pridie EID)                      | D                                    | C                                    |                                      |
| 13                                   | EID                                  | E                                    | NP                                   |                                      |
| 14                                   | XVII (ante diem K Septembres)        | F                                    | F                                    |                                      |
| 15                                   | XVI                                  | G                                    | C                                    |                                      |
| 16                                   | XV                                   | H                                    | C                                    |                                      |
| 17                                   | XIV                                  | A                                    | NP „PORT“                            | Portunalia zu Ehren von Portunus     |
| 18                                   | XIII                                 | B                                    | C                                    |                                      |
| 19                                   | XII                                  | C                                    | F „VINA“                             | Vinalia Rustica zu Ehren von Jupiter |
| 20                                   | XI                                   | D                                    | C                                    |                                      |
| 21                                   | X                                    | E                                    | NP „CONS“                            | Ludi Consualia, zu Ehren von Consus  |
| 22                                   | IX                                   | F                                    | EN + QRCF                            |                                      |
| 23                                   | Tubilustrium (VIII)                  | G                                    | NP „VOLK“                            | Vulcanalia, zu Ehren von Vulcanus    |
| 24                                   | VII                                  | H                                    | QRCF (C)                             |                                      |
| 25                                   | VI                                   | A                                    | NP „OPIC“                            | Opiconsivia, zu Ehren von Ops        |
| 26                                   | V                                    | B                                    | C                                    |                                      |
| 27                                   | IV                                   | C                                    | NP „VOLTV“                           | Volturnalia, zu Ehren von Volturnus  |
| 28                                   | III                                  | D                                    | C                                    |                                      |
| 29                                   | PR (pridie K Septembres)             | E                                    | C                                    |                                      |